# West Bay (Doha)
La West Bay (en árabe: الخليج الغربي‎) es una zona de Doha, Catar que abarca los barrios costeros del este de la ciudad, Al Qassar, Al Dafna, Leqtaifiya y Onaiza. La West Bay incluye muchos edificios modernos, a diferencia de otros barrios más antiguos de Doha, y aquí se encuentran algunos de los rascacielos más altos de Catar.

## Historia
En el primer censo de Catar, realizado en 1986, West Bay fue el nombre provisional de siete zonas recién creadas de Doha a lo largo de la costa: la zona 60 y las zonas de la 62 a la 67. El uso actual de este término se refiere a todos los barrios que ocupan actualmente estas zonas, que en la actualidad incluyen Al Qassar, Al Dafna, Leqtaifiya, Onaiza y Hazm Al Markhiya.

## Transporte
Mowasalat gestiona un servicio de transporte para la zona de la West Bay bajo las directrices del Ministerio de Transporte y Comunicaciones, que consta de una única ruta circular, que pasa por treinta y seis paradas a intervalos de doce minutos desde las seis de la mañana hasta las nueve de la tarde todos los días de la semana. Pasa por la mayor parte de las zonas de hoteles y de negocios de la West Bay.
Actualmente está en construcción la estación de metro subterránea de West Bay, enmarcada en la primera fase de la red. Cuando se complete, formará parte de la Línea Roja del Metro de Doha.

## Educación
En la West Bay se encuentra una de las sucursales del Lycée Franco-Qatarien Voltaire, la escuela internacional francesa de Catar. Entre los centros educativos de la West Bay se encuentran:
| Nombre                            | Currículum    | Niveles                | Géneros | Web oficial        |
| --------------------------------- | ------------- | ---------------------- | ------- | ------------------ |
| International School of Choueifat | Internacional | Guardería – secundaria | Ambos   | N/d                |
| Lycée Franco-Qatarien Voltaire    | Internacional | Guardería – secundaria | Ambos   | Página web oficial |
| Newton International School       | Internacional | Secundaria             | Ambos   | Página web oficial |
| Qatar International School        | Internacional | Guardería – secundaria | Ambos   | N/d                |